# Oxydia trapezata
Oxydia trapezata är en fjärilsart som beskrevs av Achille Guenée 1858. Oxydia trapezata ingår i släktet Oxydia och familjen mätare. Inga underarter finns listade i Catalogue of Life.